# 南阳遗址
南阳遗址，位于中国河北省保定市容城县南阳村，1982年7月23日公布为河北省文物保护单位，2006年5月25日公布为第六批全国重点文物保护单位。